# РИТА (награда)
Наградата РИТА (на английски: RITA Award) е най-известното отличие в жанра любовен роман или друга романтична литература.

## История
Наградата РИТА е основана през 1980 г. първоначално в две части – за издадени книги, за които се дава отличието „Златен медальон“ (подобно на златен медал), и за неиздадени ръкописи, за които се дава отличието „Златно сърце“ (златно сърце на огърлица). През 1980 – 1981 г. са се давали само три награди – за 1-во, 2-ро и 3-то място. От 1983 г. двете части са разделени в 6 категории.
През 1990 г. на мястото на отличието „Златен медальон“ обявен конкурс за статуетка, който е спечелен от Мерилин Клей от Далас.
Името РИТА произлиза от „Romance Is Treasured Always“ – „Романтиката е винаги ценна“. То е презентирано от първия президент на RWA – Рита Клей Естрада през 1983 г. на конференцията в хотел „Мейфлауър“ във Вашингтон.

## Цели и процедура
Наградата РИТА се дава от Асоциацията на писателите на романси на Америка (RWA). Представлява златна статуетка. Тя се присъжда за насърчаване на високи постижения в една от 11-те категории на романтичната литература.
За участие в процедурата по награждаване авторите и редакторите заплащат такса за участие към RWA и представят своите произведения през есента на годината на издаване. В средата на пролетта се обявяват 100-те финалисти, а победителите са награждават със статуетката в последния ден на годишната конференция на RWA, която се провежда през юли.

## Категории
- Най-добър съвременен самостоятелен любовен роман
- Най-добър исторически любовен роман
- Най-добър вдъхновяващ любовен роман
- Най-добра съвременна дълга романтична серия
- Най-добър роман със силни романтични елементи
- Най-добър паранормален любовен роман
- Най-добра романтична новела
- Най-добър романтичен трилър
- Най-добра съвременна кратка романтична серия
- Най-добър юношески любовен роман
- Най-добра първа книга

## Други награди
Освен РИТА и „Златно сърце“ RWA дава още 2 награди. Наградата „Ема Мерит“ е за приноси и съдействие към RWA, като тя се дава еднократно на едно лице. Всяка година тя се връчва на една книжарница, библиотека и издателство. Служебната награда на RWA се дава на доброволец, който има най-голям принос за RWA. От 1985 през 1989 г. наградата „Ема Мерит“ е известна като „Златната роза“. От 1990 до 1995 г. е известна като Национална награда за служба.
Писателите получили най-малко 3 награди РИТА се удостояват с честта да се признават за членове на „Залата на славата“ на романтичната литература.